# Роомассааре (порт)
Порт Ро́омассааре (эст. Roomassaare sadam, код: EERMS) находится в районе Роомассааре города Курессааре на полуострове Роомассааре, Эстония. 

## Описание порта
Порт Роомассааре является торговым, пассажирским и яхтенным портом. Территория порта составляет 74 000 м², площадь акватории — 80 700 м². В порту 10 причалов общей протяжённостью 720 метров. Навигационный период — с 1 января по 31 декабря. 
Технические данные порта согласно Регистру портов Эстонии:
- общий тоннаж судна — от 500 тонн до 7500 тонн;
- наибольшая длина судна —  120 м;
- наибольшая ширина судна — 20 м;
- наибольшая осадка судна — 4,8 м;
- наименьшая ширина судового хода — 80 м;
- наименьшая глубина судового хода — 5,2 м.

## История
Во времена шведского правления порт в Курессааре располагался в районе современных улиц Абая (Abaja) и Вески (Veski), позже был построен причал в деревне Тори (Tori, с 1929 года объединена с Курессааре) .
В связи с оживлением городской жизни и развитием на острове грязелечения возникла необходимость в создании нового порта. Его построили в 1891–1894 годах и углубили в 1913 году. Деньги для строительства выделило Царское правительство. Так как частного предпринимателя найти не удалось, работы по созданию порта остались в руках государства. Флагманом порта стал пароход «Константин», курсировавший главным образом между Ригой и Курессааре. Доход городу также приносило платное шоссе, которое вело из города в порт, причём, этот доход шёл на годовую зарплату городского главы Курессааре. Однако большое строительство в порту прервала Первая мировая война.
В 1917—1918 годах немецкая оккупационная власть построила на Сааремаа железную дорогу шириной 600 мм, которая начиналась у порта Роомассааре и шла через Курессаре до деревни Рёэса (Röösa). Дорожную насыпь успели возвести до Ориссааре. В 1922 году железную дорогу разрушили, оставив только трёхкилометровый отрезок от Роомассааре до Курессааре. В 1920–1930-х годах порт соединили с городом Курессааре узкоколейной железной дорогой, которая использовалась до осени 1940 года.  К этому времени железная дорога и железнодорожные составы были в настолько плохом состоянии, что перевозить людей и товары стало опасно. Было необходимо полное реновирование портового и железнодорожного хозяйства.
В 1938 году начался ремонт портового причала, однако электричество в порт провести не успели. Во время Второй мировой войны портовые сооружения пострадали от бомбёжек.
В 1945 году порт отошёл в пользование Балтийского Военно-морского флота, и строительными работами стало заниматься Строительное управление ВМФ ВС СССР.
В 1951 году порт получил первый кран с 10-тонной грузоподъёмностью. В 1960-1970-х годах развитие порта было довольно экономным, были большие планы, но осуществить смогли только строительство в 1980-х годах нефтяного причала.
В 1994 году был проведён праздник, посвящённый 100-летию порта Роомассааре. В том же году управление работой порта Министерство Связи и Путей сообщения Эстонии передало акционерному обществу «Саарте Лийнид» („Saarte Liinid AS”).

## Галерея
- Поезд в порту Роомассааре, 1920-1940 годы
- Пассажиры поезда в порту Роомассааре, 1920-1940 годы
- Корабли у причала порта Роомассааре, 1920-1940 годы
- Минный тральщик «Ristna» в порту Роомассааре
- Судно «Eestimaa» у причала порта Роомассааре